# Janina Szymańska
Janina Zofia Szymańska z domu Jacuńska (ur. 12 maja 1881 w Mierzycach, zm. 4 grudnia 1971) – polska krawcowa uhonorowana tytułem Sprawiedliwej wśród Narodów Świata.

## Życiorys
Janina Jacuńska w wieku 17 lat zdobyła zawód krawcowej i uzyskała posadę głównego krojczego w pracowni prowadzonej przez swoją ciotkę. Jej córka tak wspominała swą matkę:

Moja matka była wyjątkowa. Nie kształciła się, ale była wybitnie inteligentna. Miała otwarty umysł i bardzo dużo czytała. Pomagała każdemu, kto poprosił, nie tylko Żydom. Kiedykolwiek widziała rzeczywistą potrzebę, po prostu niosła pomoc. W takim domu, w takiej atmosferze rosłam. Uważała, że nie można mówić: „Nie, nie zrobimy tego”. „Spróbujemy. Jeśli coś jest naprawdę niemożliwe, wtedy powiemy «nie»”.

Janina spędziła okres I wojny światowej w Rosji. Po 1918 roku wróciła wraz z mężem i córką Barbarą do Polski. W 1939 roku mieszkała w Sandomierzu, jej córka Barbara pracowała jako nauczycielka w szkole rolniczej w pobliskim Mokoszynie.
W czasie okupacji Janina Szymańska opiekowała się i chroniła przed śmiercią kilkoro Żydów, w tym dr Olgę Lilien, Małkę Glass, Wolfa Jakubczyka, czy Zofię Preiss. 
Wiosną 1943 roku do domu Janiny Szymańskiej wpadło gestapo, które w czasie rewizji znalazło fałszywe dokumenty. Janina Szymańska została aresztowana, i po brutalnym śledztwie została wywieziona do obozu koncentracyjnego w Ravensbrück.
Po wojnie Janina Szymańska, wraz z córką Barbarą, wyemigrowała do Kanady.
Poza córką Barbarą, która również otrzymała tytuł Sprawiedliwy wśród Narodów Świata, Żydami opiekowała się również jej córka Halina.
Na jesieni 1939 roku Halina Jacuńska zaczęła naukę w klasie maturalnej w Krzemieńcu. Wiosną 1940 roku, zamieszana w konspirację przeciw bolszewikom, musiała zniknąć z liceum i udała się do Lwowa. W 1940 roku zdała maturę i zdawała na medycynę we Lwowie, ale słaba znajomość ukraińskiego, który był językiem wykładowym, uniemożliwiła jej studia. Cały ten okres przyjaźniła się z Żydówką Olgą Stande. W 1941 roku Halina była zatrudniona jako karmicielka wszy w Instytucie Badań nad Tyfusem Plamistym i Wirusami prof. Rudolfa Weigla. Wraz z mężem Przemysławem Ogrodzińskim byli działaczami lwowskiego PPS oraz w Żegocie. Przekazała ciotkę Olgi, Olgę Lilien do rodziny w Sandomierzu.
Wczesną wiosną 1943 roku Halina Ogrodzińska z koleżanką Maryną Fiderer udzieliły schronienia rodzinie Leiba Landaua.

## Życie prywatne
Janina była córką Antoniego (1845–1922), ziemianina, weterana powstania styczniowego, zmuszonego w ramach represji popowstaniowych do opuszczenia ziemi kowieńskiej, i Bronisławy Stanisławy Lucyny z domu Wierzyckiej (córki Walentego Wierzyckiego; Bronisława była siostrą Walentyny (1848–1910), matki m.in. Anny Podgórskiej). Zamieszkali w jednym z majątków rodzinnych ojca Bronisławy, w Mierzycach. Małżeństwo miało co najmniej ośmioro dzieci:
- nieżywe dziecko (1874)
- Anna Bogumiła Paulina (1875–?), późniejsza Mikoszewska
- Maria Kazimiera Józefa (1877–1967), późniejsza żona Władysława Maciejewskiego
- Tadeusz (1879–~1932), ożeniony później z Haliną Kwiatkowską, nauczyciel, dyrektor gimnazjum w Mołodecznie
- Janina Zofia (1881–1971)
- Irena (1882–?)
- Antoni (1890–1955), agronom, żołnierz AK[6] (74 Pułk Piechoty AK), jego wnuczką jest prof. Elżbieta Putkiewicz
- Jerzy (1894–?).

Janina wyszła za Franciszka Szymańskiego, z którym miała troje dzieci:
- Barbarę (1917–2003), również Sprawiedliwą wśród Narodów Świata, która wyszła za Stanisława Makucha
- Halinę Janinę (1922–2013), która wyszła za Przemysława Ogrodzińskiego, z którym mieli syna Piotra Ogrodzińskiego
- Hannę (1924–?)[1][4].

## Odznaczenia i wyróżnienia
- Tytuł Sprawiedliwy wśród Narodów Świata (28 czerwca 1979)[1][3]